# Амбарцумов, Араик Каренович
Араик Каренович Амбарцумов (род. 22 августа 1986, Ташкент) — российский боксёр, представитель полулёгкой весовой категории. Выступал за сборную России по боксу во второй половине 2000-х годов, серебряный призёр чемпионата Европы, чемпион России, победитель и призёр турниров всероссийского и международного значения. На соревнованиях представлял Ставропольский край и спортивное общество «Динамо», мастер спорта России международного класса.

## Биография
Араик Амбарцумов родился 22 августа 1986 года в Ташкенте Узбекской ССР, впоследствии переехал на постоянное жительство в город Пятигорск Ставропольского края. Окончил Северо-Кавказский государственный технический университет (ныне Северо-Кавказский федеральный университет).
Активно заниматься боксом начал в возрасте четырнадцати лет под руководством тренера В. Ф. Акатова, позже был подопечным заслуженных тренеров России Валерия Васильевича Энтальцева и Эдуарда Абрамовича Джаграева. На соревнованиях представлял спортивное общество «Динамо» города Пятигорска.
Впервые заявил о себе в 2006 году, выиграв серебряную медаль на чемпионате мира среди студентов в Алма-Ате.
Наибольшего успеха в своей спортивной карьере Амбарцумов добился в сезоне 2008 года, когда в полулёгкой весовой категории одержал победу на чемпионате России в Калининграде. Благодаря череде удачных выступлений вошёл в основной состав российской национальной сборной и удостоился права защищать честь страны на чемпионате Европы в Ливерпуле — сумел дойти здесь до финала и завоевал тем самым награду серебряного достоинства (в решающем поединке со счётом 1:7 уступил титулованному украинскому боксёру Василию Ломаченко). За это выдающееся достижение был удостоен почётного звания «Мастер спорта России международного класса».
Оставался действующим спортсменом вплоть до 2014 года, регулярно принимал участие в зачёте российских национальных первенств, однако попасть в число призёров больше не смог ни разу.